# Liubov Kiriujina
Liubov Kiriujina (Unión Soviética, 19 de mayo de 1963) es una atleta soviética retirada especializada en la prueba de 800 m, en la que consiguió ser medallista de bronce mundial en pista cubierta en 1987.

## Carrera deportiva
En el Campeonato Mundial de Atletismo en Pista Cubierta de 1987 ganó la medalla de bronce en los 800 metros, con un tiempo de 2:01.98 segundos, tras la alemana Christine Wachtel (oro con 2:01.32 segundos) y la checoslovaca Gabriela Sedláková.